# Finale Emilia
Finale Emilia (Al Finàl in dialetto finalese, Al Finèl in dialetto modenese) è un comune italiano di 15 321 abitanti della provincia di Modena in Emilia-Romagna, di cui costituisce il più orientale comune della provincia, e fa parte dell'Unione Comuni Modenesi Area Nord.

## Geografia fisica
Finale gode di un tipico clima temperato continentale della pianura padana e delle medie latitudini. Come nel resto della pianura circostante, gli inverni sono moderatamente rigidi, poco piovosi e con giornate di nebbia; le estati sono calde ed afose nei mesi di luglio e agosto, con temperature che possono salire oltre i 35 °C e con precipitazioni a carattere temporalesco; le primavere e gli autunni sono generalmente piovosi.
- Classificazione climatica: zona E[6]
- Classificazione sismica: zona 2[6].

## Origini del nome
Finale deriva da Locus Finalis, cioè "luogo di confine" in latino. Posto attualmente al confine tra le province di Modena e di Ferrara, il nome è in relazione con la sua posizione che anticamente era posta al confine tra i circondari di Modena e di Ferrara e, dal 1598, tra il Ducato di Modena e lo Stato pontificio. Fino al 1863 si chiamava Finale di Modena, poi con la sua inclusione nel Regno d'Italia fu definitivamente chiamato Finale Emilia.

## Storia

### Storia antica

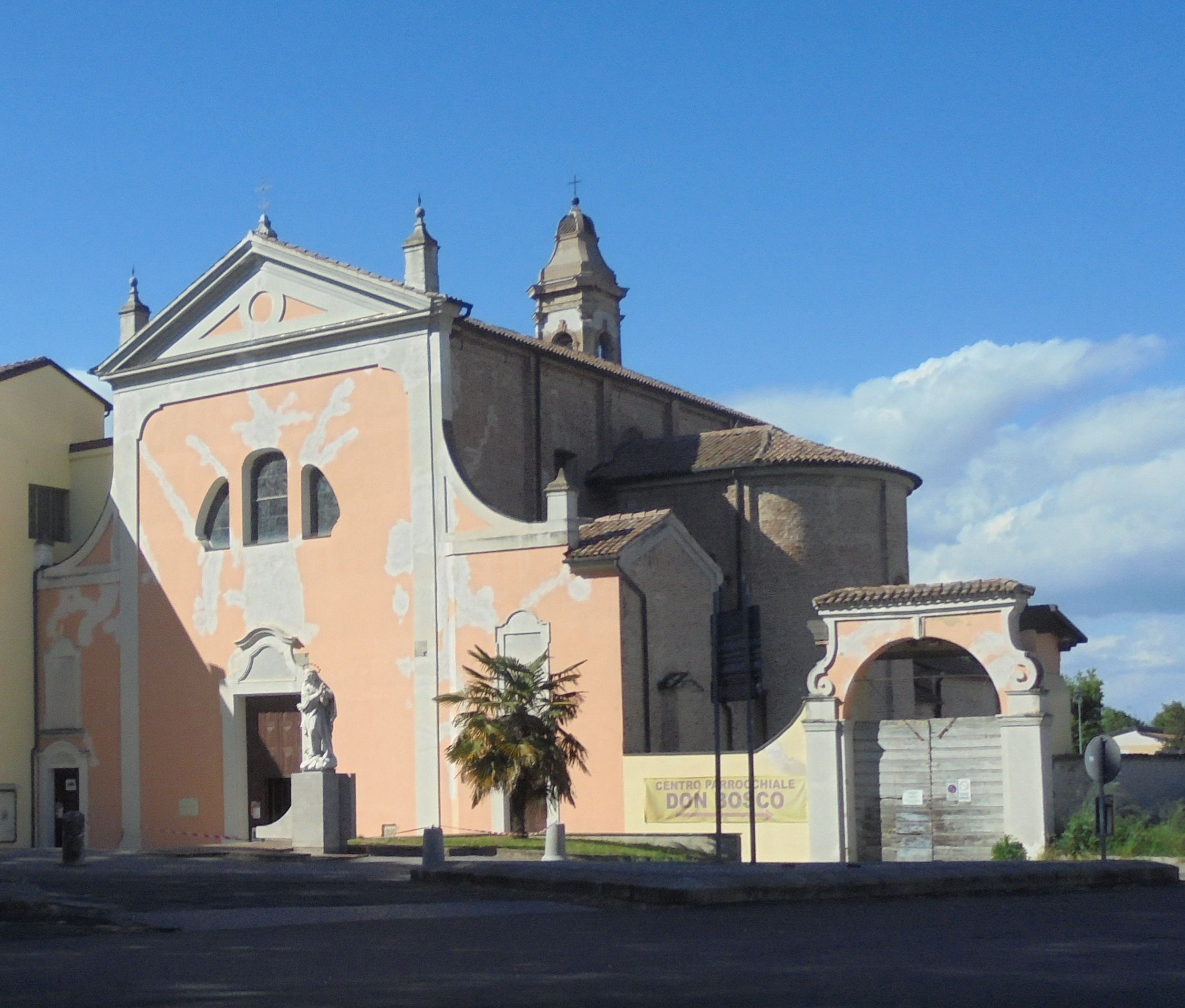
La chiesa di Sant'Agostino, costruita nel 1607.

Il territorio finalese costituisce da sempre una zona di confine con una storia che si perde nella notte dei tempi: i primi insediamenti urbani di cui si hanno testimonianze risalgono all'Età del Bronzo. L'aspetto strategico che riveste il territorio finalese era già ben noto ai tempi dei Romani che vi si insediarono fra il II e il IV secolo fondando forse quella Forum Alieni menzionata da Tacito nelle sue Historiae.
Il primo documento ufficiale in cui si fa esplicita menzione a Finale risale al 1009, in particolare il documento cita il castello finalese menzionato come oggetto di scambio fra il vescovo di Modena Varino e l'abate di Nonantola Rodolfo.
Risale, comunque, al 1213 la nascita ufficiale dell'abitato finalese cioè quando gli abitanti di Ponteduce, durante la guerra fra Salinguerra Torelli e il marchese Aldobrandino d'Este, si unirono ai militari di stanza al Castrum finalis, determinando in seguito, l'ampliamento dell'abitato e la fondazione del Comune di Finale, che trovò espressione concreta nell'innalzamento della Torre del Popolo di Modena o Torre dell'Orologio.
Dalla fine del XIII secolo le sorti di Finale si legano indissolubilmente a quelle di Modena che in questo periodo passa sotto il dominio degli Estensi.
Alla fine del XV secolo cominciò a svilupparsi il nucleo civile ed economico del paese includendo piccole fabbriche artigianali dedite principalmente alla lavorazione della lana, del cuoio e del vetro.
Nella prima metà del XVI secolo il duca Ercole II d'Este, su richiesta degli stessi finalesi, fece abbattere le mura cittadine in modo da dare maggiore spazio alle locali attività industriali.
Nel 1598 il duca Cesare d'Este, costretto a cedere Ferrara al Papa, si rifugiò a Finale, che, grazie all'ospitalità dimostrata ricevette il titolo di Finale Fedelissimo.
Il XVIII secolo fu funestato da guerre e distruzione e nella zona si avvicendarono le truppe di diverse fazioni fino a quelle francesi di Napoleone.
Il periodo fu particolarmente duro per Finale e per le zone circostanti, ciononostante la vitalità economica e commerciale del paese non venne mai meno, particolarmente intensa fu l'attività bancaria gestita dalla comunità ebraica locale: una delle più radicate ed importanti della zona del modenese.
Ad ulteriore riconoscimento dell'importanza economica e culturale raggiunta, il 30 gennaio 1779 il duca Francesco III concesse a Finale il titolo di Città.
Nel 1805 Finale fu inclusa nel Regno d'Italia costituito da Napoleone. Successivamente il Congresso di Vienna restituì Finale al dominio degli Estensi che lo mantennero fino all'incorporazione di Finale nel Regno d'Italia.
Nel 1886 vi avviene la fondazione della prima cooperativa in provincia di Modena e fra le prime in Italia denominata "Associazione degli operai braccianti e scariolanti di Finale Emilia". Finale Emilia era storicamente considerata un'importante "città d'acqua" per la navigabilità del fiume Panaro, chiamata dagli Este la piccola Venezia, e quando alla fine del XIX secolo il fiume Panaro cambiò il suo corso, l'agricoltura divenne il cardine dell'economia della cittadina e dei suoi dintorni, fino alla seconda metà del XX secolo, quando con la costruzione del polo industriale sorsero numerose industrie.
La città godeva di una propria nobiltà civica, con tanto di libro d'oro della nobiltà, composta da quelle famiglie che per vari motivi avevano contribuito alla storia della città. La Consulta araldica del Regno d'Italia riconobbe la nobiltà civica di Finale Emilia e di contesto entrarono a far parte dell'Elenco Ufficiale della Nobiltà Italiana.
La prima presenza ebraica a Finale risale al 1541, quando Isacco da Norsa, banchiere ferrarese, assieme ai soci Davide da Modena e Giuseppe Lanternaro, ottenne dal duca Ercole II la condotta del banco feneratizio. Anche nuclei di ebrei non banchieri si stabilirono a Finale, specialmente in seguito al trasferimento della capitale del Ducato estense da Ferrara a Modena (1598). Ciò porto all'espansione del gruppo ebraico: nel 1661 si ricordavano così 29 ebrei maschi adulti, ai quali sono da aggiungerne altri. Il totale della popolazione ebraica a F. a metà del '600 fu stimato intorno ad un centinaio di individui, numero che crebbe di alcune decine di unità verso la fine del secolo
Molti banchieri furono anche mercanti di biade. Essi avevano stretti legami con i correligionari dei territori veneti, mantovani e ferraresi. Altri merci preferite dagli ebrei di Finale furono i drappi, in particolare quelli di seta. Ma gli israeliti commerciavano anche in altre cose, come i viveri, il vino ed i grani.
Nei primi anni del '600 la sinagoga era in un oratorio privato, cioè una stanza nella casa del banchiere Emanuele Lanternaro. Nel corso del secolo la comunità si accrebbe tanto, che gli ebrei furono costretti a servirsi di un edificio apposito. La nuova sinagoga fu costruita nella casa della vecchia sinagoga, ma di dimensioni più ampie. Ciò successe nonostante l'opposizione dell'Inquisizione. Più tardi, nel 1678, gli ebrei utilizzarono un secondo oratorio in una strada vicina alla prima, in una via che in seguito divenne la Strada della Scola.

### Il dopoguerra
Sul finire della seconda guerra mondiale, nella notte tra il 22 e il 23 aprile 1945, la V Armata statunitense e la VIII Armata britannica, dopo violenti scontri conclusero l'accerchiamento delle truppe tedesche poste a difesa di Bologna. Il congiungimento delle due armate sul Fiume Panaro nei pressi di Finale verso Bondeno, comportò la perdita di oltre 40 000 uomini dell'Asse e il collasso della Wehrmacht in Italia. Nella battaglia perì, tra gli altri, il comandante della 65. Infanterie-Division, il generale Hellmuth Pfeifer. Questa azione è stata considerata, l'ultima operazione bellica di rilievo nella campagna d'Italia da parte del generale Harold Alexander (comandante in capo delle truppe alleate nella penisola). Nel corso dei combattimenti i tedeschi minarono un gran numero di abitazioni di Finale Emilia, distruggendo quanto non era stato ancora colpito dai precedenti bombardamenti alleati. Molti finalesi tentarono disperatamente di impedire questa azione, i combattimenti strada per strada furono particolarmente feroci. La superiorità numerica dei tedeschi ebbe ragione del valore dei locali, ma gli Alleati guadagnarono forse quel tempo prezioso per accerchiare e sconfiggere il nemico.
Nel 2012 il patrimonio artistico di Finale Emilia è stato gravemente danneggiato dal terremoto che ha colpito tutta la Bassa modenese. Le scosse hanno causato il crollo della Torre dei Modenesi in piazza Baccarini, di buona parte della Rocca Estense, del palazzo Veneziani e della parte superiore del duomo. La maggioranza dei danni si è avuta con la scossa del 20 maggio, mentre quelle successive hanno causato danni minori; Finale Emilia fu proprio epicentro della scossa principale del 20 maggio, di magnitudo 5.9.

## Monumenti e luoghi d'interesse

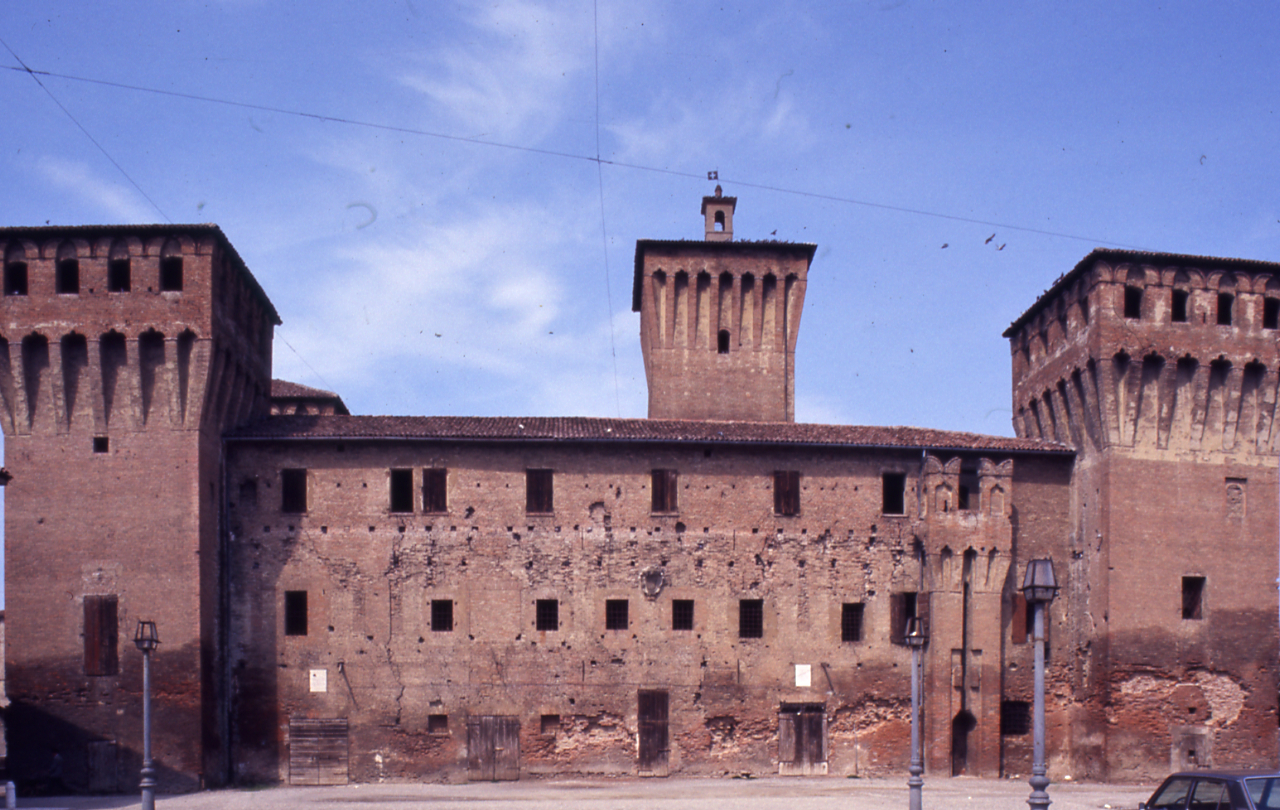
La Rocca Estense fotografata da Paolo Monti nel 1976

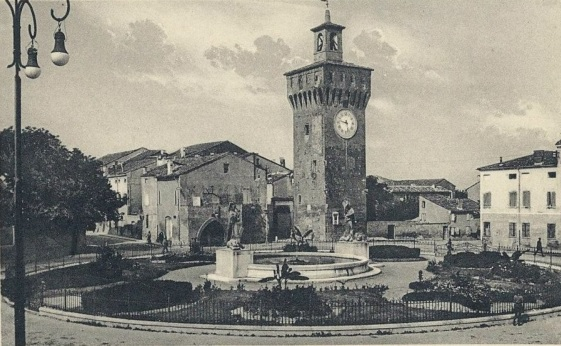
Torre dei Modenesi intorno al 1930

### Architetture religiose
- Chiesa dei Santi Filippo e Giacomo Apostoli, risalente al XIII secolo.[14]
- Chiesa di Sant'Agostino
- Chiesa di San Bartolomeo
- Cimitero ebraico di Finale Emilia, con la tomba di Donato Donati del XVII secolo

### Architetture civili

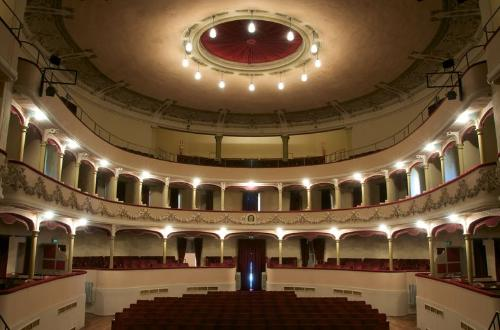
Interno del Teatro Sociale

- Palazzo Comunale, con l'orologio e la statua di San Zenone
- Teatro Sociale

### Architetture militari
- Castello delle Rocche, detto anche "Rocca Estense", di particolare rilievo, il cui corpo quadrilatero è munito di torri, sulle quali spiccano le aquile estensi e del mastio. Come altri monumenti è rimasto gravemente danneggiata dal terremoto del 20 maggio 2012.
- Torre dei Modenesi, o come la chiamavano gli abitanti Torre dell'Orologio, fu costruita nel 1213 (e già simbolo della città), avrebbe compiuto 800 anni nel 2013. Diventò il simbolo del terremoto che dopo varie scosse la fece crollare quasi completamente il 20 maggio 2012.

## Società

### Evoluzione demografica
Abitanti censiti

### Etnie e minoranze straniere
Al 31 dicembre 2023, gli stranieri residenti sono 2.274, pari al 15,21% della popolazione.

### Lingua e dialetti
Oltre alla lingua italiana, a Finale Emilia è utilizzato il locale dialetto finalese, appartenente al gruppo ferrarese della lingua emiliana.

## Cultura

### Cucina
Finale Emilia rispecchia le tradizioni emiliane in molti piatti preparati nella cittadina; tipicamente di Finale sono l'anicione, un distillato a base di anice, e soprattutto la sfogliata, talvolta conosciuta come "torta degli ebrei" o "tibuia". Sulla sua preparazione, a base di farina, strutto e formaggio grana ancor oggi si mantiene un certo riserbo, come vuole la tradizione. Nei secoli scorsi infatti, questa ricetta era conosciuta solo dagli ebrei residenti in zona, e da loro era segretamente custodita; tuttavia, nel 1861, un ebreo divenuto cattolico di nome Mandolino Rimini, decise di rivelarla ai cristiani per vendicarsi del disprezzo che gli ebrei avevano maturato nei suoi confronti, dopo la sua conversione.

## Amministrazione

Il gonfalone comunale

| Periodo         | Periodo         | Primo cittadino     | Partito                       | Carica  | Note   |
| --------------- | --------------- | ------------------- | ----------------------------- | ------- | ------ |
| 29 maggio 1975  | 2 aprile 1990   | Mario Pio Silvestri | Partito Socialista Italiano   | sindaco | [ 17 ] |
| 26 aprile 1990  | 17 ottobre 1990 | Fausto Vergnanini   | lista civica                  | sindaco | [ 17 ] |
| 18 ottobre 1990 | 12 maggio 2001  | Alfredo Sgarbi      | PCI, PDS                      | Sindaco | [ 17 ] |
| 13 maggio 2001  | 14 maggio 2011  | Raimondo Soragni    | Democratici di Sinistra       | Sindaco | [ 17 ] |
| 15 maggio 2011  | 20 giugno 2016  | Fernando Ferioli    | PD                            | Sindaco | [ 17 ] |
| 20 giugno 2016  | 18 ottobre 2021 | Sandro Palazzi      | Lega Nord - Fratelli d'Italia | Sindaco | [ 17 ] |
| 18 ottobre 2021 | in carica       | Marco Poletti       | PD                            | Sindaco |        |

### Gemellaggi
Finale Emilia è gemellata con:
- Grézieu-la-Varenne
- Villa Sant'Angelo
- Formigine